# エア・デカン
エア・デカン（Air Deccan）は、インドの地域航空会社である。

## 概要
過去に同じ名称の航空会社がインドに存在したが、2008年以降キングフィッシャー航空と合併しエア・デカンの名称は存在しなくなっていた。
実業家であるG・R・ゴーピナートがエア・デカンブランドを復活させ、2017年12月23日に運行を開始した。運行に際しては、既存のチャーター航空会社であるDeccan Chartersを通して、UDAN制度を利用した。

## 路線
| 州             | 都市             | 空港                 | 備考 |
| -------------- | ---------------- | -------------------- | ---- |
| グジャラート州 | アフマダーバード | アフマダーバード空港 | 拠点 |
| グジャラート州 | バーヴナガル     | en:Bhavnagar Airport |      |
| グジャラート州 | Mundra           | en:Mundra Airport    |      |
| グジャラート州 | ディーウ         | en:Diu Airport       |      |

## 保有機材
エア・デカンの機材は以下の航空機で構成される（2018年2月現在）：
- ビーチクラフト 1900型機 2機[1]

## 関連事項
- 航空会社の一覧
- デカン高原